# Tużyłów
Tużyłów (ukr. Тужилів) – wieś na Ukrainie, w  obwodzie iwanofrankiwskim, w rejonie kałuskim.